# V478 Возничего
V478 Возничего (лат. V478 Aurigae) — одиночная переменная звезда в созвездии Возничего на расстоянии (вычисленном из значения параллакса) приблизительно 22745 световых лет (около 6974 парсеков) от Солнца. Видимая звёздная величина звезды — от +12m до +10,9m.

## Характеристики
V478 Возничего — красная углеродная пульсирующая медленная неправильная переменная звезда (LB:) спектрального класса C. Эффективная температура — около 3298 K.